# Palakurthy
Palakurthy es una ciudad censal situada en el distrito de Jangaon en el estado de Telangana (India). Su población es de 7380 habitantes (2011). 

## Demografía
Según el censo de 2011 la población de Palakurthy era de 7380 habitantes, de los cuales 3790 eran hombres y 3590 eran mujeres. Palakurthy tiene una tasa media de alfabetización del 68,61%, superior a la media estatal del 67,02%: la alfabetización masculina es del 75,62%, y la alfabetización femenina del 61,30%.